# Ecionemia megastylifera
Ecionemia megastylifera är en svampdjursart som beskrevs av Wintermann-Kilian och Kilian 1984. Ecionemia megastylifera ingår i släktet Ecionemia och familjen Ancorinidae. Inga underarter finns listade i Catalogue of Life.